# Szastarka (gemeente)
De gemeente Szastarka is een landgemeente in het Poolse woiwodschap Lublin, in powiat Kraśnicki.
De zetel van de gemeente is in Szastarka.
Op 30 juni 2004 telde de gemeente 6260 inwoners.

## Oppervlakte gegevens
In 2002 bedroeg de totale oppervlakte van gemeente Szastarka 73,53 km², waarvan:
- agrarisch gebied: 85%
- bossen: 10%

De gemeente beslaat 7,31% van de totale oppervlakte van de powiat.

## Demografie
Stand op 30 juni 2004:
| Omschrijving                   | Totaal | Totaal | Vrouwen | Vrouwen | Mannen | Mannen |
| ------------------------------ | ------ | ------ | ------- | ------- | ------ | ------ |
| eenheid                        | aantal | %      | aantal  | %       | aantal | %      |
| inwoners                       | 6260   | 100    | 3158    | 50,4    | 3102   | 49,6   |
| bevolkingsdichtheid (inw./km²) | 85,1   | 85,1   | 42,9    | 42,9    | 42,2   | 42,2   |

In 2002 bedroeg het gemiddelde inkomen per inwoner 1099,47 zł.

## Administratieve plaatsen (sołectwo)
Blinów Drugi, Blinów Pierwszy, Brzozówka, Brzozówka-Kolonia, Cieślanki, Huta Józefów, Majdan-Obleszcze, Podlesie, Polichna (4 sołectwa), Rzeczyca-Kolonia, Stare Moczydła, Szastarka, Szastarka-Stacja, Wojciechów, Wojciechów-Kolonia.

## Overige plaatsen
Blinów-Kolonia, Wypychów

## Aangrenzende gemeenten
Batorz, Kraśnik, Modliborzyce, Potok Wielki, Trzydnik Duży, Zakrzówek